# 高龍屬
高龍屬（學名：Aepisaurus）又名象龍，是蜥腳下目恐龍的一個屬，生活於下白堊紀阿爾布階的法國沃克呂茲省，距今約1亿年前。化石只有一個肱骨，因此相關研究不多，也無法確定分類於哪一科。儘管高龍的名氣低，或者正是因為這樣，牠的屬名經常被拼錯，而有著很多不同的命名年份。

## 歷史
在1852年，法國古生物學家保羅·傑維斯（Paul Gervais）是根據一塊在馮杜山發現的肱骨（編號MNHN 1868-242）來描述、命名這個新屬。這塊肱骨長90厘米，近端部份寬33厘米，骨幹部分寬15厘米，遠端則寬25厘米。從同一挖掘地點，傑維斯發現了一隻圓錐狀牙齒，並認為是屬於另一種較大的動物，他將額外的部份肱骨及尺骨稱為「A. sp.」（一個對於一些化石明確屬於某些屬，但不清楚物種的命名習慣）。
由於外表類似泰坦巨龍科，尤其修長的肱骨近似拉布拉它龍，高龍通常會被分類為泰坦巨龍科。但是，有學者發現該骨頭更類似圓頂龍，及一些腕龍科。
於1993年，Le Loeuff在他的歐洲泰坦巨龍類研究中，指出高龍的化石無法被選為模式標本，並發現無法有效重建出高龍的外形，因此不能將牠分類在蜥腳下目的任何科中。根據其體型比例，高龍無法被分類為圓頂龍科或泰坦巨龍科。由傑維斯選定的額外骨頭化石已被移除於高龍屬，而該牙齒則很有可能是屬於鱷魚的。雖然有分類研究認為高龍是蜥腳下目的一個分類不明屬，而Le Loeuff認為高龍是蜥腳下目的一個疑名。

## 古生物學
高龍屬於蜥腳下目恐龍，因此高龍是大型的四足草食性恐龍。

## 錯拼及其他錯誤
雖然有些文獻指高龍的發現年份是1852年，但是也有些學者指是1853年。
高龍屬的學名就曾被錯拼為「Aepysaurus」。更有其他學者錯拼為「Aepyosaurus」，更加深誤會。而其種名也曾被錯誤的拼為「A. elephantius」。